# Стадион Латвийского университета
Стадио́н Латви́йского университе́та — бывший стадион в Риге вместимостью 5000 зрителей, на котором проводились соревнования по футболу и регби. Стадион являлся домашней ареной сборной Латвии по регби, а также многих других местных регбийных клубов.

## История
5 июля 1997 года на стадионе Латвийского университета прошёл футбольный матч группового этапа Кубка Интертото между рижским «Университате» и бременским «Вердером». С 1999 по 2008 год стадион являлся домашней ареной футбольного клуба «Рига».
В 2000 году стадион был передан в собственность Рижской думе, а в 2008 году эксперты постановили, что стадион не соответствует требованиям безопасности.
31 января 2012 года Рижская дума передала стадион Латвийского университета в распоряжение Латвийской футбольной федерации, с условием реконструкции стадиона в современную спортивную базу, которая удовлетворяла бы всем требованиям ФИФА и УЕФА и где можно было бы проводить матчи сборной Латвии по футболу. Предполагалось, что сооружение нового стадиона закончится к маю 2017 года.
Однако, в связи с отсутствием финансирования, строительные работы так и не начались, а в июле 2016 года этот проект был признан несостоявшимся. Вскоре стало известно, что на месте стадиона будет сооружён многофункциональный спортивный комплекс без зрительских трибун. Строительные работы начались в марте 2017 года, первая очередь нового спортивного комплекса была открыта в июне того же года, а полное открытие состоялось 16 сентября 2017 года.